# 年少
年少，马来西亚歌手，前名为年少之岛，组员为方炯鑌和丘偉議搭档组成的二人组合。1997年，丘偉議离团并由黄启铭补上，年少之岛也改名为年少，曾红于马来西亚与台湾。2005年，两人因兴趣、专长迥異选择解散并各自发展。